# Pivovarské kvasinky

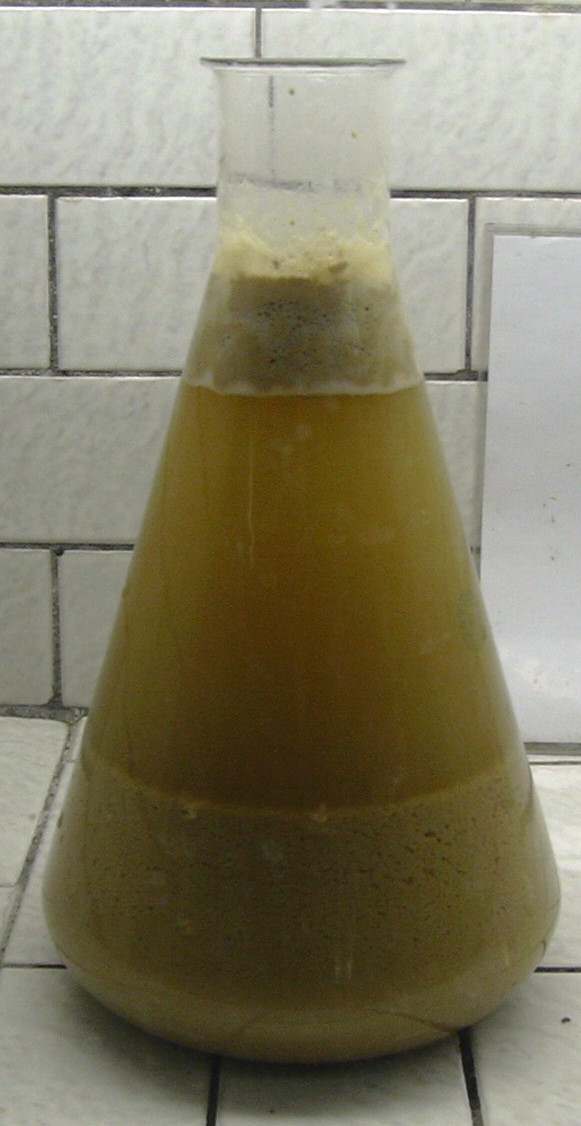
Pivovarské kvasinky

Pivovarské kvasinky se v provozní praxi nazývají „kvasnice“. Používají se při výrobě piva.

## Popis
Pivovarské kvasinky jsou jednobuněčné organismy, které mají schopnost přeměňovat zkvasitelné cukry na ethanol (alkohol) a oxid uhličitý. Kromě těchto hlavních produktů metabolismu vytvářejí i řadu vedlejších metabolitů jako jsou estery, vyšší alkoholy a kyseliny, které se významnou měrou podílejí na utváření senzorických vlastností piva.

## Druhy
Podle oficiální taxonomie nejsou jednoznačně odlišovány kvasinky pivovarské od divokých. Proto existuje několik používaných taxonomických variant. Označení pro druh spodních pivovarských kvasinek je Saccharomyces pastorianus (syn. S. carlsbergensis) a pro svrchní pivovarské kvasinky Saccharomyces cerevisiae (pocházející z kvasinek evropského hroznového a asijského rýžového vína).
Historie pivovarské výroby byla až do vynálezu chlazení v polovině 19. století výhradně spojena s kvasinkami svrchního kvašení. V současnosti jsou používány oba základní druhy a poskytují odlišné typy piv. Svrchní kvasinky slouží hlavně pro výrobu piva typů „ale“, „porter“, „stout“ a spodní pro piva plzeňského typu.

## Provozní praxe
V provozní praxi se hmota pivovarských kvasnic nazývá „kvasnice“. Kvasinky jsou schopny využívat jednoduché cukry (glukosu, fruktosu, galaktosu), disacharidy (sacharosu, maltosu) a některé trisacharidy (rafinosu, maltotriosu). Zmíněné sacharidy se do mladiny převedou ze sladu v procesu rmutování. Během hlavního kvašení piva se sacharidy (cukry) řízeně přemění na alkohol a oxid uhličitý za současného vytvoření chuťového charakteru piva. Celková doba hlavního kvašení je obvykle 6 až 10 dní je dána množstvím přítomných zkvasitelných cukrů.